# Міжнародний день дітей
«Міжнародний де́нь за́хисту діте́й» (англ. International Children's Day) — святкується щорічно 20 листопада.

## Історія
Був заснований в листопаді 1949 у Парижі рішенням сесії Ради Міжнародної демократичної федерації жінок. Вперше «Міжнародний день захисту дітей» відзначався в 1950-му році в 51 країні світу. ООН підтримала цю ініціативу й оголосила захист прав, життя і здоров'я дітей одним з пріоритетних напрямків своєї діяльності. 
Відповідно до Женевської декларації про права дітей, ухваленої 1924-го року, була проголошена необхідність соціального захисту прав дитини. Декларація прав дитини була ухвалена 20 листопада 1959 і проголошувала рівні права дітей у сфері виховання, освіти, соціального забезпечення, фізичного і духовного розвитку незалежно від кольору шкіри, національної належності, громадського походження, майнового стану та іншого. Декларація закликає батьків, громадські організації, уряди визнати права дітей і сприяти їх здійсненню. 
У цей день влаштовуються різні розважальні заходи для дітей. Серед їхнього числа: конкурси з подарунками, концерти, всілякі виставкові та пізнавальні заходи.

## День захисту дітей в Україні
Свято встановлено в Україні «…На підтримку ініціативи Міністерства України у справах сім'ї та молоді, Всеукраїнського комітету захисту дітей, Національного фонду соціального захисту матерів і дітей "Україна — дітям" та інших громадських організацій…» відповідно до Указу Президента України від 30 травня 1998 року № 568/98.
Відповідно до Указу Президента України від 30 травня 2025 року в Україні День захисту дітей, який відзначатиметься щорічно у Всесвітній день дитини, буде святкуватися 20 листопада, як у більшості країн світу.